# Klaus Grupp
Klaus Grupp (* 5. Februar 1940 in Berlin) ist ein deutscher Rechtswissenschaftler.

## Leben
Er studierte Rechtswissenschaft an der FU Berlin (1. juristisches Staatsexamen 1965, 2. juristisches Staatsexamen 1969 in Berlin). Von 1969 bis 1970 war er wissenschaftlicher Mitarbeiter an der Freien Universität Berlin. Von 1970 bis 1971 war er Research Assistant an der University of Georgia. Nach der Promotion 1971 zum Dr. iur. utr. an der Universität zu Köln war er von 1971 bis 1975 wissenschaftlicher Assistent an der Freien Universität Berlin. Von 1975 bis 1981 war er wissenschaftlicher Assistent an der Universität Mannheim. Von 1981 bis 1987 war er Referent am Forschungsinstitut für Öffentliche Verwaltung bei der Hochschule für Verwaltungswissenschaften Speyer. Nach der Habilitation 1985 in Mannheim (mit einer Untersuchung über „Die Wirtschaftlichkeitskontrolle. Zur historischen Entwicklung sowie zur gegenwärtigen Bedeutung und zu den Grenzen einer Überprüfung des öffentlichen Finanzgebarens – insbesondere auch im Rahmen der Staatsaufsicht über Körperschaften des öffentlichen Rechts – unter dem Aspekt der Wirtschaftlichkeit“), Lehrbefugnis für Staats- und Verwaltungsrecht sowie Verfassungsgeschichte der Neuzeit war er seit 1987 Professor für Öffentliches Recht an der Universität des Saarlandes.
Klaus Grupp ist mit Heike Haseloff-Grupp, der ehemaligen Präsidentin des Landessozialgerichts Baden-Württemberg, verheiratet.

## Schriften (Auswahl)
- Die Stellung der Rechnungshöfe in der Bundesrepublik Deutschland. Unter besonderer Berücksichtigung der historischen Entwicklung der Rechnungsprüfung. Berlin 1972, ISBN 3-428-02801-5.
- als Herausgeber mit Michael Ronellenfitsch: Kommunale Selbstverwaltung in Deutschland und Europa. Symposium zum 65. Geburtstag von Univ.-Prof. Dr. Willi Blümel. Berlin 1995, ISBN 3-428-08478-0.
- als Herausgeber mit Stephan Weth: Arbeitnehmerinteressen und Verfassung. Berlin 1998, ISBN 3-428-09350-X.
- als Herausgeber: Straßenplanung in Europa. Hamburg 2001, ISBN 3-8300-0489-3.